# CLDN7
CLDN7‏ (Claudin 7) هوَ بروتين يُشَفر بواسطة جين CLDN7 في الإنسان.